# Zanderia
Zanderia, biljni rod iz porodice Rhachitheciaceae, dio reda Dicranales. jedina je vrsta mahovina Z. octoblepharis iz Brazila. Prvi puta opisana je kao Pottia octoblepharis A.Jaeger

## Sinonimi
- Pottia octoblepharis A. Jaeger
- Anacalypta octoblepharis (A. Jaeger) Ångstr.
- Spadophyllum octoplepharum (A. Jaeger) A. Jaeger
- Spruceella octoblepharis (A. Jaeger) Müll. Hal., nije validno
- Ulea octoblepharis (A. Jaeger) Müll. Hal.
- Uleastrum octoblepharis (A. Jaeger) R.H. Zander